# 9932 Kopylov
9932 Kopylov là một tiểu hành tinh vành đai chính. Nó quay quanh Mặt Trời mỗi 4.08 năm.
Được phát hiện ngày 23 tháng 8 năm 1985 bởi Nikolai Chernykh working ở Đài vật lý thiên văn Crimean, tên chỉ định của nó là "1985 QP5". It was later renamed "Kopylov" after Ivan Mikheevich Kopylov, the director thuộc Special Astrophysical Observatory from 1966 until 1985.